# Slættåkra sogn
Slættåkra sogn i Halland var en del af Halmstad herred. Slættåkra distrikt dækker det samme område og er en del af Halmstads kommun. Sognets areal var 116,13 kvadratkilometer, heraf land 114,25. I 2020 havde distriktet 825 indbyggere. Landsbyerne Johansfors og Slættåkra ligger i sognet.
Navnet (1431 Sletakre) er det dannet af slette og ager Befolkningen steg fra 1810 (1.056 indbyggere) till 1900 (2.630 indbyggere). Siden da er befolkningen faldet. Årene omkring 1900 var præget af en hurtig stigning i befolkningen, efterfulgt af et endnu hurtigere befolkningsfald (1880 havde Slættåkra 1.693 indbyggere og i 1910 boede der igen 1.651 indbyggere i sognet)  I 1947 blev en del af sognekommune brudt ud for at blive en del af den dengang nyoprettede Oskarstrøm köping.
Der er ni naturreservater i sognet: Biskopstorp (delt med Kvibille sogn), Almeberget, Getabæcken, Skrockeberg, Støvlaberget og Øvraböke er del af EU-netværket Natura 2000. Bohult, Skårebo og Spenshult er kommunale naturreservater.